# Rio Gesele
O Rio Gesele é um rio da Romênia, afluente do Mureş, localizado no distrito de Mureş.